# Jacquinia berteroi
Jacquinia berteroi Spreng. – gatunek roślin z rodziny pierwiosnkowatych (Primulaceae). Występuje naturalnie na Kajmanach, Kubie, Bahamach, Turks i Caicos, w Haiti, na Dominikanie, Portoryko oraz Małych Antylach.

## Morfologia
PokrójZimozielone drzewo lub krzew. Dorasta do 3–8 m wysokości.
LiścieBlaszka liściowa jest skórzasta i ma podługowaty lub odwrotnie jajowaty kształt. Mierzy 1,5–4 cm długości oraz 0,9–1,2 cm szerokości, jest całobrzega, ma nasadę od klinowej do zbiegającej po ogonku i ostry lub tępy wierzchołek. Ogonek liściowy jest nagi i ma 1–4 mm długości.
KwiatyZebrane po 6–8 w gronach wyrastających niemal na szczytach pędów. Mają 5 działek kielicha o okrągławym kształcie i dorastających do 2 mm długości. Płatki są okrągławe i mają żółtozielonkawą barwę oraz 3 mm długości. Pręcików jest 5.
OwoceJagody mierzące 6-8 mm średnicy, o niemal kulistym kształcie.

## Biologia i ekologia
Rośnie w zaroślach i nieużytkach. Występuje na wysokości do 200 m n.p.m.